# 顆粒翼陶樂鯰
顆粒翼陶樂鯰，為輻鰭魚綱鯰形目鼬鯰科的其中一種，為熱帶淡水魚，分布於南美洲亞馬遜河、巴拉那河及蘇利南至蓋亞那沿岸淡水流域，體長可達70公分，棲息在底層水域，以果實為食，屬夜行性，成小群活動，生活習性不明，可做為食用魚及觀賞魚。